# Gyllenhaal
Gyllenhaal är namnet på tre svenska besläktade adelsätter, varav en utslocknad.

## Historik
Härstammande från kronobonden Gunne Olsson i Södra Härene socken, ibland kallad Gunne Haal. Hans son kavallerilöjtnanten Nils Haal till Hahlegården (död 1680/1681) adlades 1652 under namnet Gyllenhaal. Ätten introducerades på Riddarhuset 1672 under nummer 814. Anders Leonard Gyllenhaal utvandrade 1866 till USA, bildade en gren där, och av dess medlemmar har ett flertal utmärkt sig inom filmbranschen.

## Gyllenhaal (nr 388)

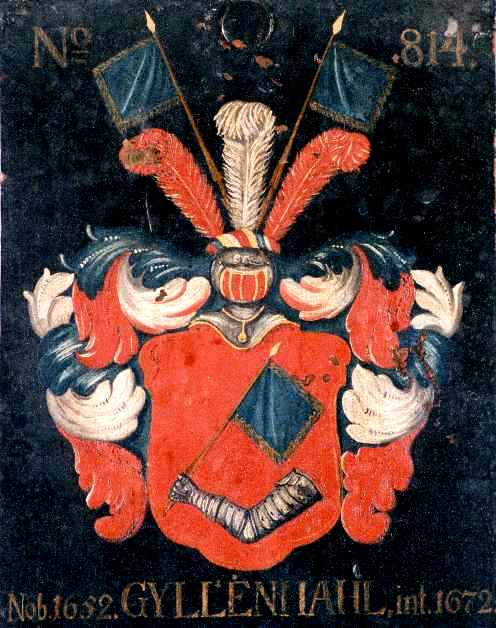
Gyllenhaals (nr 814) vapen i Riddarhuset.

Statsrådet, sedermera generaltulldirektören Carl Henric Gyllenhaal (1788–1857), upphöjdes i friherrlig värdighet jämlikt 37 § 1809 års regeringsform, som innebär att endast huvudmannen innehar friherrlig värdighet, den 11 oktober 1837 på Stockholms slott av kung Karl XIV Johan. Han introducerades 31 maj 1838 med namnet Gyllenhaal under nr 388. Ätten utgick på svärdssidan 24 juli 1910.

## Gyllenhaal till Härlingstorp (nr 396)
Justitiestatsministern och en av rikets herrar och lantmarskalken Lars Herman Gyllenhaal till Härlingstorp (1790–1858), upphöjdes i friherrlig värdighet jämlikt 37 § 1809 års regeringsform, den 6 februari 1843 på Stockholms slott av kung Karl XIV Johan, men brevet är undertecknat av kung Oskar I. Han introducerades 5 juni 1844 med namnet Gyllenhaal till Härlingstorp under nr 396.
Friherrebrevet i original är sedan 1913 donerat till Riddarhuset. Vapenritning i original approberad av Karl XIV Johan förvaras i Riddarhuset.

## Medlemmar av ätterna
Den 31 december 2023 var 9 personer i Sverige folkbokförda med namnet Gyllenhaal.
- Aurore von Haxthausen, född Gyllenhaal (1830–1888), författare, tonsättare, pianist och hovdam
- Carl Gyllenhaal (1749–1808), militär
- Carl Henrik Gyllenhaal (1788–1857), friherre, landshövding och statsråd
- Henriette Killander, född Gyllenhaal (1816–1898), musiker och möbeldesigner
- Herman Gyllenhaal (1821–1912), friherre, godägare och politiker
- Jake Gyllenhaal (född 1980), amerikansk skådespelare och producent
- Johan Abraham Gyllenhaal (1750–1788), naturforskare
- Lars Gyllenhaal (född 1968), friherre, militärhistorisk författare
- Lars Herman Gyllenhaal (1790–1858), friherre, ämbetsman och politiker
- Leonard Gyllenhaal (1752–1840), entomolog
- Maggie Gyllenhaal (född 1977), amerikansk skådespelare och filmskapare
- Mathilda d'Orozco, gift Gyllenhaal (1796–1863), spanskfödd kompositör
- Stephen Gyllenhaal (född 1949), amerikansk filmregissör och producent